# Gran Premio motociclistico del Belgio 1952
Il Gran Premio del Belgio corso il 6 luglio 1952 sul Circuito di Spa-Francorchamps, è stata la quarta gara del motomondiale 1952 e rappresentava la 25ª edizione del GP del Belgio.
Come l'anno precedente furono in gara solo due classi per quanto riguarda le moto sciolte, 350 e 500; vi corsero però anche i sidecar.
Le vittorie andarono a Umberto Masetti nella classe 500 e a Geoff Duke in 350 (ripetendo tra l'altro la vittoria dell'edizione precedente); per quanto riguarda le motocarrozzette il primo posto fu di Eric Oliver con passeggero Stanley Price.
Con la quarta vittoria consecutiva ottenuta nel campionato in corso, Duke ottenne la matematica certezza del titolo iridato piloti della classe 350.

## Classe 500
Furono 20 i piloti al via e di questi 12 vennero classificati al termine della gara.
Arrivati al traguardo
| Pos. | Pilota            | Moto   | Tempo      | Punti |
| ---- | ----------------- | ------ | ---------- | ----- |
| 1    | Umberto Masetti   | Gilera | 1h 13:40.0 | 8     |
| 2    | Geoff Duke        | Norton | + 2.0      | 6     |
| 3    | Ray Amm           | Norton | + 3.0      | 4     |
| 4    | Jack Brett        | AJS    | + 2:28.0   | 3     |
| 5    | Rod Coleman       | AJS    | + 2:30.0   | 2     |
| 6    | Nello Pagani      | Gilera | + 3:50.0   | 1     |
| 7    | August Goffin     | Norton | + 1 giro   |       |
| 8    | Robin Sherry      | Norton | + 1 giro   |       |
| 9    | Lous van Rijswijk | Norton | + 1 giro   |       |
| 10   | Francis Basso     | Norton | + 1 giro   |       |
| 11   | Humphrey Ranson   | Norton | +2 giri    |       |
| 12   | Edouard Texidor   | Norton | +2 giri    |       |

### Ritirati
| Pilota            | Moto      | Motivo ritiro |
| ----------------- | --------- | ------------- |
| Ernie Ring        | Matchless |               |
| Alfredo Milani    | Gilera    |               |
| Thomas Wood       | Norton    |               |
| Carlo Bandirola   | MV Agusta |               |
| Bill Lomas        | AJS       |               |
| Reg Armstrong     | Norton    |               |
| Charles Bruguiere | Norton    |               |
| Leslie Graham     | MV Agusta |               |

## Classe 350
Classifica parziale
| Pos. | Pilota        | Moto      | Tempo | Punti |
| ---- | ------------- | --------- | ----- | ----- |
| 1    | Geoff Duke    | Norton    |       | 8     |
| 2    | Ray Amm       | Norton    |       | 6     |
| 3    | Reg Armstrong | Norton    |       | 4     |
| 4    | Jack Brett    | AJS       |       | 3     |
| 5    | Bill Lomas    | AJS       |       | 2     |
| 6    | Leslie Graham | Velocette |       | 1     |

## Sidecar
Posizioni a punti
| Pos. | Pilota        | Passeggero        | Moto   | Tempo | Punti |
| ---- | ------------- | ----------------- | ------ | ----- | ----- |
| 1    | Eric Oliver   | Stanley Price     | Norton |       | 8     |
| 2    | Albino Milani | Giuseppe Pizzocri | Gilera |       | 6     |
| 3    | Cyril Smith   | Bob Clements      | Norton |       | 4     |
| 4    | Ernesto Merlo | Dino Magri        | Gilera |       | 3     |
| 5    | Marcel Masuy  | Denis Jenkinson   | Norton |       | 2     |
| 6    | Jacques Drion | Bob Onslow        | Norton |       | 1     |